# Оливарес (род)

Герб рода Оливарес

Оливарес — знатный испанский дворянский род, происходивший из королевства Кастилия. Род Оливаресов ведет своё происхождение от дома герцогов Медина-Сидония, от которого он отделился в начале 16 века. Под юрисдикцией рода находились сеньории Оливарес, Хелике, Альбайда-дель-Альхарафе, Камас, Кастильеха-де-Гусман, Кастильеха-де-ла-Куэста, Сальтерас и Томарес. Наиболее известным представителем семьи Оливаресов был Гаспар де Гусман и Пиментель (1587—1645), широко известный как «граф-герцог Оливарес», фаворит короля Испании Филиппа IV.
До настоящего времени сохранились дворцы графа-герцога Оливареса в городах Эль-Альхарафе (провинция Севилья) и Лоэчесе (провинция Мадрид). После смерти графа-герцога Оливареса его имущество было разделено между его законной дочерью Марией де Гусман и Суньига и внебрачным сыном Фелипе Энрике де Гусман. Затем владения и титулы графов-герцогов де Оливарес перешли к герцогам Санлукар-ла-Майор и графам Альтамира, а от после них к маркизам дель Карпио и герцогам де Альба. В 1688 году Каталина де Аро и Гусман, 5-я герцогиня Оливарес, вышла замуж за Франсиско де Толедо и Сильву, 10-го герцога Альба-де-Тормес.
В 1539 году король Испании Карлос I пожаловал титул графа де Оливареса (исп. conde de Olivares) Педро Пересу де Гусману (ум. 1569), сыну Хуана Алонсо Переса де Гусмана, 3-го герцога Медина-Сидония (1464—1507).
Название титула происходит от муниципалитета Оливарес в провинции Севилья (автономное сообщество Андалусия).

## Графы де Оливарес
- 1539—1569: Педро де Гусман и Суньига, 1-й граф де Оливарес (ок. 1500 — 1569), младший сын Хуана Алонсо Переса де Гусмана, 3-го герцога Медина-Сидония (1464—1507)
- 1569—1607: Энрике де Гузман и Рибера, 2-й граф де Оливарес (1540—1607), старший сын предыдущего
- 1607—1645: Гаспар де Гусман и Пиментель, 3-й граф де Оливарес (6 января 1587 — 22 июля 1645), второй сын предыдущего, которому король Испании в 1621 году пожаловал титул гранда.

## Графы-герцоги де Оливарес

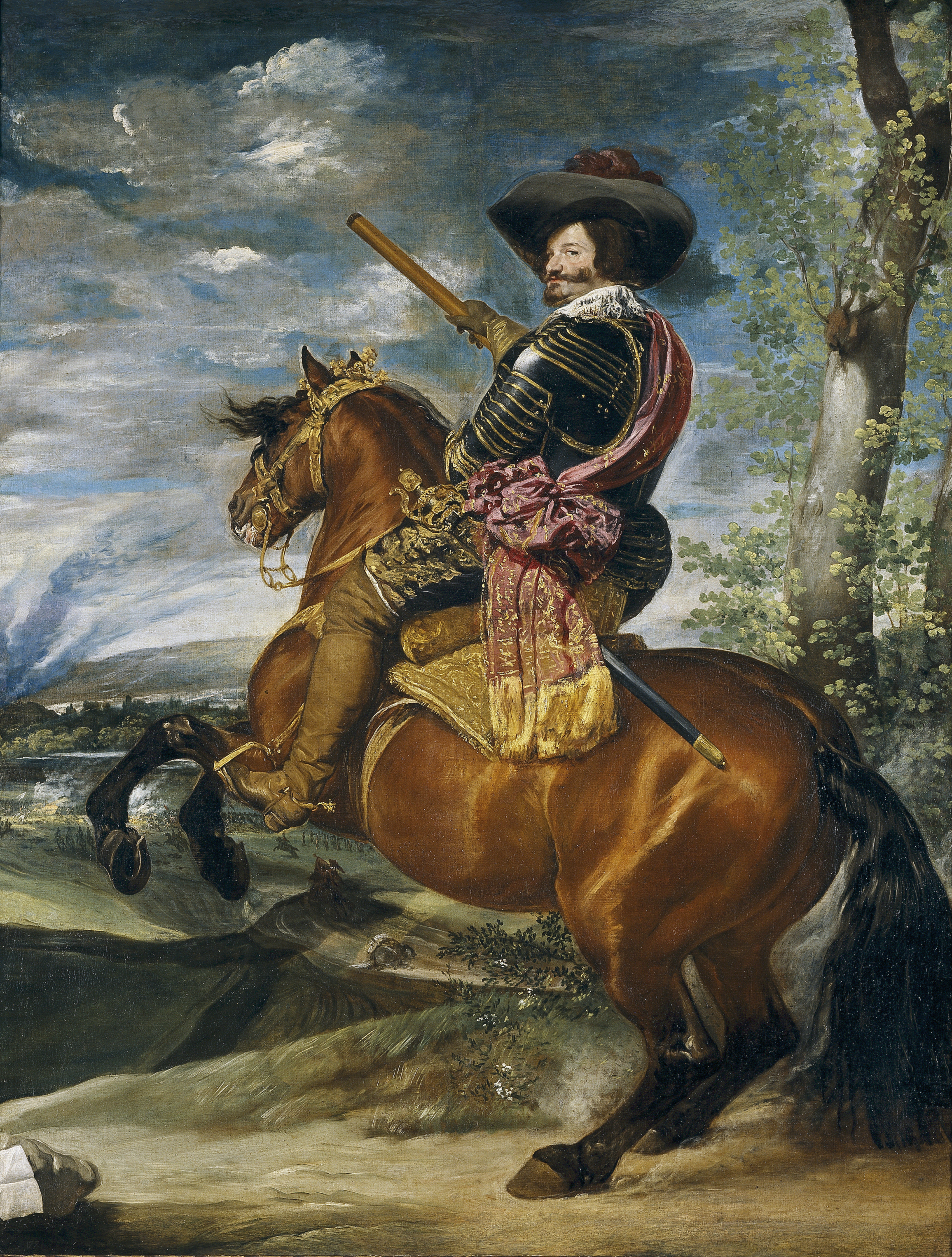
Гаспар де Гусман, граф-герцог де Оливарес

В 1625 году испанский король Филипп IV предоставил Гаспару де Гусману, 3-му графу де Оливаресу, титул герцога Санлукар-ла-Майор. С этого момента последний принял титул графа-герцога Оливаресе (исп. conde-duque de Olivares).
- 1625—1645: Гаспар де Гусман и Пиментель, 3-й граф Оливарес, 1-й граф-герцог Оливарес (6 января 1587 — 22 июля 1645), второй сын Энрике де Гусмана и Риберы, 2-го графа де Оливареса (1540—1607)
- 1645—1646: Энрике Фелипе де Гусман, 2-й граф-герцог Оливарес (1613 — 13 июня 1646), единственный сын предыдущего и Исабель де Анверсы
- 1646—1648: Гаспар Фелипе дле Гусман и Фернандес де Веласко, 3-й маркиз де Эличе (1646—1648), единственный сын предыдущего и Хуаны Веласко де Товар
- 1648—1661: Луис Мендес де Аро Сотомайор и Гусман, 1-й герцог де Монторо (1598 — 26 ноября 1661), старший сын Диего Лопеса де Аро Сотомайора, 5-го маркиза дель Карпио, и Франсиски де Гусман и Пиментель, дочери Энрике де Гусмана, 2-го графа Оливареса
- 1661—1687: Гаспар Мендес де Аро и Фернандес де Кордова, 7-й маркиз дель Карпио (ок. 1650 — 16 ноября 1687), старший сын предыдущего
- 1687—1733: Каталина Мендес де Харос-и-Гусман, 8-я маркиза дель Карпио (3 марта 1672—1733), единственная дочь предыдущего
- 1733—1755: Мария Тереса Альварес де Толедо и Аро, 11-я герцогиня де Альба-де-Тормес (18 декабря 1691 — 15 января 1755), единственная дочь предыдущей и Мануэля Хосе де Сильвы и Толедо, 10-го графа де Гальве (1677—1728)
- 1755—1776: Фернандо де Сильва и Альварес де Толедо, 12-й герцог де Альба-де-Тормес (22 октября 1714 — 15 ноября 1776), старший сын предыдущих
- 1776—1802: Мария дель Пилар Тереса Каэтана де Сильва и Альварес де Толедо, 13-я герцогиня де Альба-де-Тормес (10 июня 1762 — 23 июля 1802), единственная дочь Франсиско де Паула де Сильва и Альварес де Толедо (1733—1770), 10-го герцога де Уэскара (1755—1770), и Марианы дел Пилар де Сильва-Базан и Сармьенто
- 1802—1835: Карлос Мигель Фитц-Джеймс Стюарт и Сильва, 10-й граф-герцога де Оливарес, 14-й герцог де Альба (19 мая 1794 — 7 октября 1835), младший (второй) сын гранда Хакобо Филипе Фитц-Джеймса Стюарта и Сильвы (1773—1794), 5-го герцога де Лириа-и-Херика и 5-го герцога Бервика (1787—1794), и Марии Терезы Фернандес и Палафокс (1772—1818).
- 1835—1881: Хакобо Фитц-Джеймс Стюарт и Вентимилья, 11-й граф-герцог де Оливарес, 15-й герцог де Альба (3 июня 1821 — 10 июля 1881), старший сын предыдущего
- 1881—1901: Карлос Мария Фитц-Джеймс Стюарт и Палафокс, 16-й герцог де Альба-де-Тормес (4 декабря 1849 — 15 октября 1901), единственный сын предыдущего
- 1901—1953: Хакобо Фитц-Джеймс Стюарт и Фалько, 17-й герцог де Альба-де-Тормес (17 октября 1878 — 24 сентября 1953), старший сын предыдущего
- 1953—2014: Каэтана Фитц-Джеймс Стюарт, 18-я герцогиня де Альба-де-Тормес (28 марта 1926 — 20 ноября 2014), единственная дочь предыдущего
- 2014 — настоящее время: Карлос Фитц-Джеймс Стюарт и Мартинес де Ирухо, 19-й герцог де Альба-де-Тормес (род. 2 октября 1948), старший сын предыдущей.